# Angeduc
Angeduc település Franciaországban, Charente megyében. Lakosainak száma 143 fő (2022. január 1.). Angeduc Val des Vignes, Saint-Aulais-la-Chapelle és Saint-Bonnet községekkel határos.

## Népesség
A település népessége az elmúlt években az alábbi módon változott:
| Lakosok száma | 119  | 104  | 96   | 106  | 137  | 130  | 127  | 127  | 133  | 143  |
|               | 1968 | 1982 | 1999 | 2006 | 2011 | 2015 | 2017 | 2018 | 2020 | 2022 |